# Nymphidium ascolides
Nymphidium ascolides är en fjärilsart som beskrevs av Jean Baptiste Boisduval 1870. Nymphidium ascolides ingår i släktet Nymphidium och familjen Riodinidae. Inga underarter finns listade i Catalogue of Life.